# ジョージ・グローブス
ジョージ・グローブス（George Groves、1988年3月26日 - ）は、イギリスの元男性プロボクサー、元キックボクサー。元WBA世界スーパーミドル級スーパー王者。ロンドン出身。

## 来歴
7歳の時にグローブスの非常に内気な性格を心配した父親に連れられキックボクシングを始め、ジュニアヨーロッパ王者、ジュニア世界王者になっている。その後アマチュアボクシングへ転向。
アマチュア時代の戦績は76勝66勝10敗。66勝のうち40勝がストップ勝ちで強打を誇った。
プロへ転向して、デビッド・ヘイが主催するヘイメーカー・プロモーションズと契約を交わした。
2008年11月15日、O2アリーナでデビュー戦を行い、6回判定勝ちを収めデビュー戦を白星で飾った。
2010年4月3日、マンチェスターのマンチェスター・アリーナでコモンウェルイギリス連邦スーパーミドル級王者チャールズ・アダムと対戦し、6回2分51秒TKO勝ちを収め王座獲得に成功した。
2010年7月31日、ネバダ州ラスベガスのマンダレイ・ベイ・イベント・センターでアルフレド・コントレラスと対戦し、6回48秒TKO勝ちを収めた。
2010年11月13日、マンチェスター・アリーナでケニー・アンダーソンと対戦し6回2分35秒TKO勝ちで初防衛に成功した。
2011年5月21日、02アリーナでBBBofC英国スーパーミドル級王者ジェームス・デゲールと対戦し、2回1分18秒TKO勝ちを収めコモンウェルス王座の2度目の防衛に成功、BBBofC英国王座の獲得にも成功した。
フランク・ウォーレンと3年契約を発表しプロモーターを変更した。
2012年12月15日、ロンドンのエクセル展覧会センターで元IBF世界ライトヘビー級王者グレンコフ・ジョンソンと対戦し、12回3-0（2者が120-107、119-109）の判定勝ちを収めコモンウェルス王座の3度目の防衛に成功した。
2013年5月25日、02アリーナでノエ・ゴンサレスとWBAインターコンチネンタルスーパーミドル級王座決定戦を行い、5回51秒TKO勝ちを収め王座獲得に成功した。
2013年11月23日、マンチェスター・アリーナでWBA・IBF世界スーパーミドル級統一王者のカール・フローチと対戦し、初回からダウンを奪う優勢な試合運びを見せていたが9回にフローチが反攻に転じたところで試合が止められ、プロ初黒星となる9回1分33秒TKO負けを喫し王座獲得に失敗した。しかし、リングサイドで観戦していたデビッド・ヘイやアミール・カーンが苦言を呈したほどレフェリーのストップが早く、試合ストップまで3人のジャッジすべてがグローブスの勝ちと採点していた事で物議を醸した。
2014年5月20日、ヴィルフリート・ザウアーラントのザウアーラント・イベントと契約を交わして所属選手になったことを発表、これまではエディ・ハーンのマッチルーム・スポーツと試合ごとにプロモーター契約を交わしていた。
2014年5月31日、ウェンブリー・スタジアムでWBA・IBF世界スーパーミドル級統一王者のカール・フローチと対戦し、8回2分34秒KO負けを喫し王座獲得に失敗、6ヵ月ぶりの再戦で借りを返すことが出来なかった。
2014年9月20日、ウェンブリー・アリーナでEBU欧州スーパーミドル級王者クリストファー・レブラッセとEBUタイトルマッチ及びWBC世界シルバー王座決定戦として対戦し、12回3-0（2者が118-110、117-111）の判定勝ちを収めEBU王座の獲得に成功、WBCシルバー王座の獲得にも成功した。
2014年11月22日、エコー・アリーナ・リヴァプールでデニス・ドウグリンと対戦し、7回2分54秒TKO勝ちを収め初防衛に成功した。
2015年9月12日、ラスベガスのMGMグランド・ガーデン・アリーナにてフロイド・メイウェザー・ジュニアVSアンドレ・ベルトの前座でWBC世界スーパーミドル級王者のバドゥ・ジャックと対戦し、12回1-2（114-113、112-115、111-116）の判定負けを喫し王座獲得に失敗した。
2016年1月30日、カッパー・ボックスでアンドレア・ディ・ルイサと対戦し、5回1分55秒TKO勝ちを収めた。
2016年4月9日、O2アリーナでデビッド・ブロフィとWBAインターナショナルスーパーミドル級王座決定戦を行い、4回47秒KO勝ちを収め王座獲得に成功した。
2016年6月25日、O2アリーナで元WBA世界ミドル級暫定王者のマーティン・マレーと対戦し、12回3-0（3者共118-110）の判定勝ちを収めWBAインターナショナル王座の初防衛に成功した。この試合はWBA世界スーパーミドル級挑戦者決定戦も兼ねていた為、グローブスが挑戦権を獲得した。
2016年12月8日、WBAがWBA世界スーパーミドル級1位のヒョードル・チュディノフとWBA世界スーパーミドル級2位のジョージ・グローブスにフェリックス・シュトルムの返上に伴うWBA世界スーパーミドル級スーパー王座決定戦を行うよう指令を出した。
2017年4月21日、WBAはWBA世界スーパーミドル級1位のヒョードル・チュディノフとWBA世界スーパーミドル級2位のジョージ・グローブスに対しWBA世界スーパーミドル級スーパー王座決定戦を行うよう再度指令を出し、勝者はWBA世界スーパーミドル級正規王者との対戦を義務付けた。
2017年5月27日、シェフィールドのブラモールレーンでWBA世界スーパーミドル級1位のヒョードル・チュディノフとWBA世界スーパーミドル級スーパー王座決定戦を行い、6回1分14秒TKO勝ちを収め王座獲得に成功した。
2017年10月14日、SSEアリーナ・ウェンブリーで行われたWBSSスーパーミドル級準々決勝でWBA世界スーパーミドル級9位のジェイミー・コックスと対戦し、4回1分42秒KO勝ちを収め初防衛に成功、WBSSの準決勝に進出した。WBSS準決勝では元WBA世界ミドル級暫定王者でIBO世界スーパーミドル級王者のクリス・ユーバンク・ジュニアと対戦になった。
2018年2月17日、マンチェスター・アリーナで行われたWBSSスーパーミドル級準決勝で元WBA世界ミドル級暫定王者でIBO世界スーパーミドル級王者のクリス・ユーバンク・ジュニアと王座統一戦を行い、12回3-0（117-112、116-112、115-113）の判定勝ちを収め、IBO王座を獲得しWBAスーパー王座は2度目の防衛に成功、WBSSの決勝に進出した。
2018年6月2日、ロンドンのO2アリーナでカラム・スミスとWBSSスーパーミドル級決勝を行うことが決まっていたが、グローブスが肩を負傷したことで延期された。
2018年9月28日、サウジアラビア・ジッダのキング・アブドゥッラー・スポーツシティで行われたWBSSスーパーミドル級決勝でカラム・スミスと対戦し、7回2分4秒KO負けを喫し2度目の防衛に失敗、王座から陥落した。
2019年1月28日、現役引退を表明した。

## 獲得タイトル
- コモンウェルスイギリス連邦スーパーミドル級王座
- BBBofC英国スーパーミドル級王座
- WBAインターコンチネンタルスーパーミドル級王座
- EBU欧州スーパーミドル級王座
- WBC世界スーパーミドル級シルバー王座
- WBAインターナショナルスーパーミドル級王座
- WBA世界スーパーミドル級スーパー王座（防衛2）
- IBO世界スーパーミドル級王座